# Як щодо любові?
«Як щодо любові?» (англ. What About Love) — романтична драма, знята Клаусом Менцелем. У головних ролях: Шерон Стоун, Іен Глен і Енді Гарсіа.

## В ролях
- Шерон Стоун — Ліз
- Іен Глен — американський посол
- Енді Гарсіа — Пітер
- Маріель Джаффе — Таннер
- Хосе Коронадо — Рафаель
- Мігель Анхель Муньос-Крістіан

## Випуск
Фільм був випущений в США 14 лютого 2024 року.